# Jabbin
Jabbin (ehemals Joim) ist eine plattformübergreifend verfügbare freie Software für Instant Messaging (Chat) und IP-Telefonie über die XMP-Protokolle. Von der neuesten Version 3.0 beta wird bisher nur eine Windows-Version angeboten.

## Merkmale
Jabbin bietet gängige Messenger-Funktionen.
Daneben sind zentrale Teile der Funktionalität die IP-Telephonie über XMPP-Protokolle und die Integration mit sozialen Netzwerken, um zentral über dortige Ereignisse zu informieren (Aggregator-Funktion).
Jabbin bietet ausführliche Softphone-Funktionalität mit Wählfeld, Adressbuch und Anrufsliste und präsentiert sich so als Alternative zu der populären Software Skype, die zu vielen anderen IP-Telephonie-Produkten (wie beispielsweise Google Talk) kompatibel ist.
Es unterstützt Punkt-zu-Punkt-Verschlüsselung mittels TLS sowie für Textchat auch Ende-zu-Ende-Verschlüsselung nach dem OpenPGP-Standard.

## Verfügbarkeit
Jabbin wird als freie Software auch im Quelltext unter den Bedingungen der GNU General Public License (GPL) verbreitet. Es ist für Linux- und Windows-Systeme verfügbar; eine Version für macOS ist in Entwicklung. Für viele Linux-Distributionen existieren vorkompilierte Binärpakete (von Version 2).
Für Windows existiert auch eine offizielle installationsfreie Version.

## Technik
Es wird in C++ entwickelt mit einer graphischen Benutzeroberfläche auf Basis der Qt-Bibliothek.
Es kommuniziert über die XMPP-Protokolle und Jingle Audio, den VoIP-Funktionen aus XMPPs jüngerer Peer-to-Peer-Erweiterung „Jingle“. Für die Audio-Verbindungen wird der freie Sprachcodec „Speex“ benutzt. Für die TLS-Verschlüsselung wird die Implementierung aus dem OpenSSL-Projekt eingebunden.

## Geschichte
Jabbin entstand als Abspaltung von Psi, dem als Hauptunterschied Unterstützung für IP-Telephonie hinzugefügt wurde.
Die erste Beta-Version (1.0) kam im Dezember 2005 heraus, die auf der Psi-Entwicklungsversion 0.10 basierte und noch den Namen „Joim“ trug. Es war der erste XMPP-Client mit Unterstützung für IP-Telephonie, die noch mit der mittlerweile überholten Protokollerweiterung Transport for Initiating and Negotiating Sessions (TINS) abgewickelt wurde. Nach der Standardisierung der Nachfolge-Protokolls „Jingle“ wurde auf dieser Basis VoIP-Unterstützung in einer späteren Version auch in Psi verfügbar und gehört heute bei vielen wichtigen XMPP-Clients zum Funktionsumfang. Auch Jabbin setzt seit der Beta-Version 2.0 auf Jingle und hat den entsprechenden Code dazu von Psi übernommen. Es war (nach der Jingle-Standardisierung und dem Erscheinen von Google Talk) zunächst immer noch der einzige XMPP-VoIP-Client für Linux-Systeme sowie der einzige quelloffene Client mit Jingle-Unterstützung, da sich das Psi-Projekt mit der Freigabe einer Version mit der damals noch experimentellen Jingle-Unterstützung noch bis Ende Juni 2009 Zeit ließ.
Nach Jahren ohne Lebenszeichen veröffentlichte das Jabbin-Projekt am 25. Januar 2010 (zunächst nur für Windows-Systeme) eine neue Version (Beta 3.0, „Flaming Phoenix“). Sie ermöglicht neuerdings die Integration mit verschiedenen sozialen Netzwerken.